# Rangifer tarandus caboti
A Rangifer tarandus caboti az emlősök (Mammalia) osztályának párosujjú patások (Artiodactyla) rendjébe, ezen belül a szarvasfélék (Cervidae) családjába tartozó rénszarvas (Rangifer tarandus) egyik észak-amerikai alfaja.

## Előfordulása
A Rangifer tarandus caboti előfordulási területe Kanadában van. Az Ungava-félsziget északi részeitől, a Hudson-szoroson keresztül délfelé, egészen az Labrador-félsziget erdőmentes térségéig lelhető fel. További állományai találhatók Québecben, Új-Fundland és Labradoron, valamint Grönlandon is.